# Sabine Suter (Politikerin)
Sabine Suter (* 3. März 1966 in Basel) ist eine Schweizer Politikerin (SP).

## Politischer Werdegang
Sabine Suter trat am 1. Januar 2002 der  SP Basel-Stadt bei und wurde zur selben Zeit als Parteisekträrin für das Ressort Finanzen angestellt. Am 15. Oktober 2002 wurde sie als Mitglied der Schulinspektion der Primarschule Kleinbasel in ihr erstes politisches Amt gewählt. Bis zur Auflösung dieser Schulinspektion am 31. Dezember 2006 übte sie dieses Amt aus. Sabine Suter kandidierte 2004 erstmals für den Grossen Rat, das Parlament des Kantons Basel-Stadt, und wurde als Nachrückende gewählt. Durch den Verzicht von zwei Gewählten konnte sie bereits am ersten Legislaturtag ins Parlament einziehen. Sie ist Mitglied der Finanz- und der Disziplinarkommission. Am 14. September 2008 wurde Sabine Suter für eine weitere Legislatur (2009 bis 2013) in den Grossen Rat gewählt. Wegen der Verkleinerung des Parlamentes von 130 auf 100 Sitze war die Wiederwahl auch für bisherige Grossräte keine Selbstverständlichkeit. Am 28. Oktober 2012 wurde Sabine Suter für eine weitere Legislatur (2013 bis 2017) in den Grossen Rat gewählt. Sie wurde auch in der Finanz- und Disziplinarkommission bestätigt.

## Funktionen
- Mitglied der Begnadigungskommission des Grossen Rates vom Februar 2005 bis Januar 2009.
- Mitglied im Bankrat der Basler Kantonalbank vom April 2005 bis März 2009.
- Mitglied der Inspektion der Weiterbildungsschule (WBS) und Schule für Brückenangebote (SBA) vom Januar 2007 bis Juni 2009.